# Papa-açúcar
Os papa-açúcar são aves passeriformes nectariniídeas oriundas do sul de África, classificadas no género Promerops. O grupo inclui apenas duas espécies e constitui a sub-família Promeropinae.
Os papa-açúcar são aves de pequeno porte, excluindo a cauda enorme que pode atingir o dobro ou triplo do comprimento do corpo. A plumagem é semelhante em ambas as espécies, com dorso e cauda castanhos, ventre branco, peito alaranjado e garganta branca. O papa-açúcar-de-gurney distingue-se pela coroa vermelha na cabeça. O bico é comprido, ligeiramente recurvado e preto. As patas são curtas e as asas são arredondadas. Os sexos são semelhantes, embora a fêmea seja um pouco menor.
Estas aves alimentam-se de pequenos artrópodes e néctar de flores e têm hábitos solitários. Na época de reprodução organizam-se em casais. A fêmea constrói o ninho e incuba os ovos sozinha, mas os juvenis recebem os cuidados parentais de ambos os progenitores. Habitam preferencialmente zonas ricas em árvores do género Protea.
A taxonomia dos papa-açúcar foi alterada diversas vezes. Estas aves já foram consideradas como família própria (Promeropidae), integradas nas famílias Meliphagidae (com base nos critérios de estrutura da língua, ninho e hábitos comportamentais), Sturnidae (estrutura proteica) e Nectariniidae. Os estudos de hibridização de DNA que constituem a base da taxonomia de Sibley-Ahlquist confirmaram os papa-açúcar como nectariniídeos, embora suficientemente distintos para serem isolados como sub-família.

## Espécies
- Papa-açúcar-de-gurney, Promerops gurneyi
- Papa-açúcar-do-cabo, Promerops cafer (endémico da África do Sul)